# Юсуф ефенди джамия
Юсуф ефенди джамия (на македонска литературна норма: Јусуф Ефенди џамија) е мюсюлмански храм в село Липково, Кумановско, Северна Македония. Джамията е изградена в 1773 година и няколко пъти е обновявана от местното население. В 1963 година Скопското земетресение разрушава минарето и някои части на храма. В 1967 джамията е обновена и разширена, като е изградено ново минаре.